# Vamos com Calma
Vamos com Calma é um filme brasileiro de 1956 dirigido por Carlos Manga e protagonizado por Oscarito. Contou com números musicais de Isaurinha Garcia, Nora Ney, Emilinha Borba, Bill Farr, Jupira Brasil e Ataulfo Alves.

## Elenco
- Oscarito como Buscapé
- Eliana Macedo como Sandra
- Cyl Farney como Luiz Carlos
- Avany Maura como Carmem
- Margot Louro como Madame Pixoxó
- Ivon Cury como Príncipe Nico
- Wilson Vianna
- Wilson Grey
- Derek Wheatley
- Maurício Sherman
- Moacyr Deriquém
- Heleninha Costa